# Julius Adolph Stöckhardt
Julius Adolph Stöckhardt, född 4 januari 1809 i Röhrsdorf vid Meissen, död 1 juni 1886 i Tharandt, var en tysk kemist. Han var kusin till Ernst Theodor Stöckhardt.
Stöckhardt blev 1839 lärare vid industriskolan i Chemnitz och 1847 professor vid skogs- och lantbruksakademien i Tharandt. Han gjorde agrikulturkemin praktiskt betydelsefull även för de mindre lantbrukarna. Från 1840 utgav han tillsammans med Hugo Emil Schober "Zeitschrift für deutsche Landwirtschaft" och 1855-75 tidskriften "Der chemische Ackersmann", i vilken han förfäktade idén om agrikulturkemiska försöksstationer. Han invaldes som ledamot av svenska Lantbruksakademien 1859.